# Luciano Pons
Luciano Daniel Pons (Rosario, 18 aprile 1990) è un calciatore argentino, attaccante dell'Atlético Bucaramanga in prestito dall'Universidad de Chile.

## Caratteristiche tecniche
È un centravanti.

## Carriera
Ha esordito in Primera División il 5 novembre 2018 con la maglia del San Martín (T) disputando l'incontro vinto 2-0 contro il San Martín (SJ).

## Palmarès

### Club

#### Competizioni nazionali
- Copa Chile: 1

Universidad de Chile: 2024